# Cmentarz wojenny z II wojny światowej w Gorlicach
Cmentarz wojenny z II wojny światowej w Gorlicach – cmentarz wojenny żołnierzy poległych w czasie II wojny światowej, znajdujący się w Gorlicach w województwie małopolskim. 

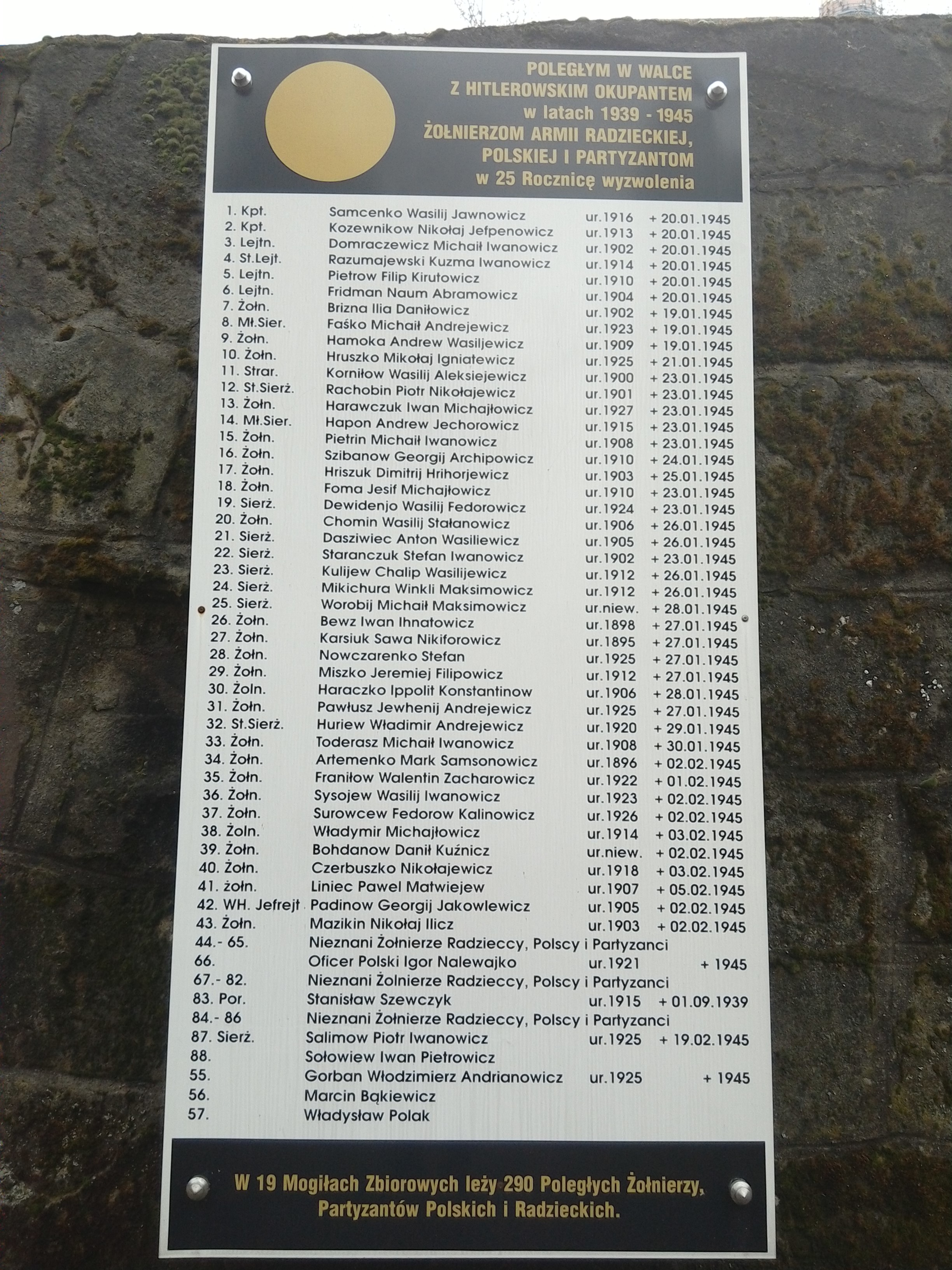
Lista poległych

Cmentarz znajdował się na ogrodzonym terenie Rafinerii Nafty „Glimar” S.A. w Gorlicach i dostęp  do tego obiektu był tylko po uzyskaniu przepustki. Obecnie cmentarz wydzielono poza obręb ogrodzenia rafinerii i wejście na teren cmentarza nie wymaga już uzyskania zgody i przepustki. Wejście na cmentarz jest możliwe od ulicy Wincentego Pola.
Na cmentarzu znajduje się 86 grobów pojedynczych i 19 zbiorowych. Pochowano tu 161 żołnierzy radzieckich oraz 210 Polaków, partyzantów  oraz żołnierzy poległych we wrześniu 1939 roku. Na głównym pomniku umieszczona jest niepełna lista nazwisk pochowanych żołnierzy.
W centralnej części cmentarza znajduje się kamienny pomnik wykonany według projektu Janusza Krause.  

Na pomniku umieszczono tablicę z napisem: W 50 rocznicę września 1939 poległym żołnierzom wojska polskiego w hołdzie społeczeństwo gorlickie.